# Kelly Ripa
Kelly Maria Ripa (Stratford, 2 de outubro de 1970) é uma apresentadora de televisão e atriz americana.

## Biografia
Quando estava no colégio Kelly participou de uma peça de teatro e a partir dai foi encorajada pelo diretor a seguir carreira como atriz. Após terminar a faculdade, Kelly começou a participar em produções teatrais locais, até que conseguiu um papel na novela All My Children em 1990. Graças a seu papel na novela recebeu uma indicação ao Emmy.
Em 1996 casou-se com Mark Consuelos, com quem atuava na novela. Tem três filhos com Mark.
Em 2001 começou a apresentar junto com Regis Philbin o programa Live with Regis and Kelly. Em 2002 deixou a novela para se dedicar ao programa com Regis. Em 2011 ganhou um Emmy pelo trabalho como apresentadora.

## Carreira

### Televisão
Como apresentadora
- 2001-presente - Live with Regis and Kelly
- 2010 - Homemade Millionaire

Atriz
- 1990-2001 - All My Children
- 1996 - Marvin's Room
- 1999 - The Stand-In
- 2000 - The Parkes
- 2001 - Someone To Love
- 2002 - Elmo's World: Happy Holidays!
- 2002 - Ed
- 2003 - Batman: Mystery of the Batwoman
- 2003 - Kim Possible
- 2003 - Cheaper by the Dozen (como ela mesma)
- 2004 - Duck Rogers
- 2005 - 1-800-Missing
- 2005 - Disney 411
- 2003-2006 - Hope&Faith
- 2008 - Fly Me to the Moon
- 2008 - Delgo
- 2015 - Broad City (temporada 2, episódio 9, como ela mesma)